# Australian Men's Hardcourt Championships 1992
L'Australian Men's Hardcourt Championships 1992 è stato un torneo di tennis giocato sul cemento. È stata la 15ª edizione del Torneo di Adelaide, che fa parte della categoria World Series nell'ambito dell'ATP Tour 1992. Si è giocato ad Adelaide in Australia dal 30 dicembre 1991 al 6 gennaio 1992.

## Campioni

### Singolare
Goran Ivanišević ha battuto in finale  Christian Bergström con il punteggio di 1–6, 7–6(5), 6–4.

### Doppio
Goran Ivanišević /  Marc Rosset hanno battuto in finale  Mark Kratzmann /  Jason Stoltenberg con il punteggio di 7–6, 7–6.